# Peter Langer (Chemiker)
Peter Langer (* 20. Februar 1969 in Hannover) ist ein deutscher Chemiker und Universitätsprofessor. Zum 1. April 2002 wurde Langer zum Universitätsprofessor (C4) und Lehrstuhlleiter für Bioorganische Chemie an der Universität Greifswald berufen. Zu diesem Zeitpunkt war er mit 33 Jahren einer der jüngsten Lehrstuhlleiter der Chemie in Deutschland. Seit dem 1. Dezember 2004 ist Langer Universitätsprofessor (C4) und Leiter des Lehrstuhls für Präparative Organische Chemie an der Universität Rostock. Langer erhielt während seiner Ausbildung eine Vielzahl von Stipendien im Rahmen der Begabtenförderung. Im Laufe seiner beruflichen Karriere wurde er für seine wissenschaftliche Tätigkeit und sein gesellschaftliches Engagement vielfach international ausgezeichnet.

## Ausbildung und Beruf
Nach seinem Abitur 1988 und Militärdienst bei der Heeresflugabwehrtruppe (1988/89) studierte Peter Langer 1989–1994 Chemie an der Universität Hannover bis zum Abschluss als Diplom-Chemiker (Note: sehr gut). Im Jahr 1992 wurde er Stipendiat der Studienstiftung des Deutschen Volkes. Seine Diplomarbeit fertigte er im Rahmen eines einjährigen Forschungsaufenthaltes am Massachusetts Institute of Technology (MIT) in den USA in der Arbeitsgruppe von Dietmar Seyferth an (1993/94). Anschließend folgte 1994–1997 die Promotion an der Universität Hannover in der Arbeitsgruppe von H. Martin. R. Hoffmann. Für seine Arbeiten wurde er mit einem Stipendium des Fonds der Chemischen Industrie gefördert. Seine Dissertation zum Dr. rer. nat. „Regio- und diastereoselektive Synthese von stickstoffhaltigen Naturstoff-Fragmenten, supramolekularen heterocyclischen Strukturen und Chinaalkaloiden“ schloss er ab mit der Note summa cum laude. 1997–1998 ging Langer für ein Jahr als Postdoktorand an die University of Cambridge (England) und arbeitete in der Arbeitsgruppe von Steven V. Ley, FRS, an der Synthese von Kohlenhydraten. Für diesen Forschungsaufenthalt erhielt er ein Feodor-Lynen-Stipendium der Alexander-von-Humboldt-Stiftung. Im Anschluss fertigte er 1998–2001 die Arbeiten zur Habilitation am Institut für Organische Chemie der Universität Göttingen im Umfeld von Armin de Meijere an. Diese Arbeiten wurden durch ein Liebig-Stipendium des Fonds der Chemischen Industrie gefördert. Die Habilitation wurde im Jahr 2001 mit einer Arbeit zum Thema “Effiziente Synthese biologisch relevanter Ringsysteme durch Cyclisierungsreaktionen von Dianionen und Dianion-Äquivalenten mit 1,2-Dielektrophilen” abgeschlossen. Er erhielt die Lehrbefugnis (venia legendi) für Organische Chemie und den Titel Privatdozent. Nach seiner Habilitation erhielt Langer ein Heisenberg-Stipendium der Deutschen Forschungsgemeinschaft (DFG), das er allerdings nur für drei Monate genutzt hat, da er bereits im November 2001 eine Lehrstuhl-Vertretung an der Universität Greifswald annahm. Langer wurde 2002 auf einen Lehrstuhl für Bioorganische Chemie an die Universität Greifswald berufen, seit 2004 ist er Universitätsprofessor (C4) für Präparative Organische Chemie an der Universität Rostock.
Peter Langer hat über 100 Promotionsarbeiten, über 80 Diplom- und Masterarbeiten, und 40 Bachelorarbeiten betreut und mit seiner Arbeitsgruppe über 830 wissenschaftliche Publikationen und Reviews in größtenteils hochrangigen internationalen Journalen im Bereich der Organischen Chemie veröffentlicht (Stand 2025).
Wichtige Forschungsthemen seiner Arbeitsgruppe sind:
- Aromatische Verbindungen, Heterocyclen
- Kohlenhydrate
- Pharmakologisch aktive Verbindungen (gegen Krebs und Infektionskrankheiten).
- Neue Cyclisierungsreaktionen
- Organosilicium- und Organofluorchemie
- Homogenkatalyse
- Neue Organische Funktionsmaterialien

In der universitären Lehre hat Langer einen neuen Bachelor-Studiengang „Wirtschaftschemie“ aufgebaut, der im Wintersemester 2023/24 an den Start ging. Weiterhin hat er einen entsprechenden Masterstudiengang erarbeitet, der ab Oktober 2025 studierbar ist.
Neben seiner wissenschaftlichen Arbeit und Lehrtätigkeit setzt sich Langer intensiv für den internationalen Austausch in Wissenschaft und Forschung ein. Schwerpunkte waren und sind dabei u. a. Argentinien, Frankreich, Irak, Iran, Jordanien, Kasachstan, Kuba, Nigeria, Pakistan, Spanien, Syrien, Ukraine, Ungarn und Vietnam. Weiter organisiert Langer ehrenamtlich Sachspenden für Universitäten und öffentliche Einrichtungen im Ausland und hat sich auch als Übersetzer für geflüchtete Ukrainer engagiert.
Unter Betreuung von Peter Langer haben 25 Doktoranden aus Pakistan ihre Doktorarbeit angefertigt. Die meisten von ihnen sind heute (Stand 2025) als Professoren und Wissenschaftler an Universitäten hauptsächlich in Pakistan tätig: Drs. Muhammad Adeel (Gomal University, Dera Ismail Khan, Pakistan), Rasheed Ahmad (Airlangga University, Surabaya, Indonesien), Asad Ali (Abdul Wali Khan University, Mardan, Pakistan), Iftikhar Ali (Karakoram International University, Gilgit, Pakistan), Munawar Hussain (The Islamia University of Bahawalpur, Pakistan), Muhammad Imran  (Jubail Industrial College, Jubail, Saudi Arabia), Inam Iqbal (Jubail Industrial College, Jubail, Saudi Arabia), Rasheed Ahmad Khera (University of Agriculture, Faisalabad, Pakistan), Aneela Maalik (COMSATS University, Islamabad, Pakistan), Imran Malik (Imam Abdulrahman Bin Faisal University, Dammam, Saudi-Arabien), Muhammad Nawaz (Balochistan University of Information Technology, Engineering and Management Sciences, Quetta, Pakistan), Obaid-Ur-Rahman Abid (Hazara University, Mansehra, Pakistan), Muhammad Abid Rashid (University of Education, Lahore, Faisalabad Campus, Pakistan), Nasir Rasool (Government College University Faisalabad, Pakistan), Muhammad Sharif (Islamic World Educational, Scientific and Cultural Organization, ICESCO, Marokko), Muhammad Sher (Allama Iqbal Open University, Pakistan), Ihsan Ullah (University of Swat, Pakistan), Mirza Arfan Yawer (University of Education, Lahore, DG Khan Campus, Pakistan).
Langer spricht neben Deutsch und Englisch auch Französisch, Spanisch und Russisch und hat verschiedene hohe universitäre Sprachprüfungen mit Erfolg absolviert (C1 und Unicert III in Französisch und Spanisch u. a.).
Weiterhin fördert Langer intensiv den Austausch mit Schulen. So hat ein von ihm und seinen Mitarbeitern betreutes Schülerteam im Rahmen des Landes- und Bundeswettbewerbs „Jugend forscht“ ausgezeichnet.

## Andere Aktivitäten
Im August 2024 wurde Langer zum stellvertretenden Vorsitzenden des Fahrgastverbandes ProBahn MV im Ehrenamt gewählt. In dieser Funktion setzt sich Langer für die Reaktivierung von Bahnstrecken auf dem Land und für die Förderung des Bahnverkehrs insgesamt ein.
Im September 2024 wurde Langer zum Regionalkoordinator der Partei Bündnis Sahra Wagenknecht (BSW) für die Hanse- und Universitätsstadt Rostock ernannt. Im Oktober 2024 erfolgte die Aufnahme in die Partei. Beim Landesparteitag im Dezember 2024 wurde Langer als Beisitzer in den erweiterten Vorstand des BSW in Mecklenburg-Vorpommern gewählt. Er kandidierte auf Platz 4 der Landesliste des BSW für die Bundestagswahl 2025.

## Stipendien und Auszeichnungen
- 1992 Stipendiat der Studienstiftung des Deutschen Volkes
- 1995 Doktorandenstipendium des Fonds der Chemischen Industrie
- 1997 Promotionspreis der Fakultät für Chemie der Universität Hannover
- 1997 Studienabschlussdokumentation des Fonds der Chemischen Industrie zur Promotion mit summa cum laude
- 1997 Feodor-Lynen-Stipendium der Alexander-von-Humboldt-Gesellschaft
- 1998 Liebig-Stipendium des Fonds der Chemischen Industrie
- 2000 Thieme-Journal-Award
- 2001 Heisenberg-Stipendium der Deutschen Forschungsgemeinschaft (DFG)
- 2010 Goldmedaille der staatlichen Universität Jerewan (Armenien)[40]
- 2010 Auszeichnung des Forschungsministeriums (Ministry of Higher Education and Scientific Research) des Irak.[41]
- 2011 Ehrendoktor (Dr. h.c.) der staatlichen Universität Jerewan (Armenien)[42]
- 2012 Ehrendoktor (Dr. h.c.) der Vietnam National University, Hanoi.[43]
- 2012 Ehrenprofessor (Prof. h. c.) der University of Mosul (Irak)[44]
- 2012 Ehrendoktor (Dr. h.c.) der Tischrin-Universität (Syrien)[45]
- 2013 Ehrendoktor (Dr. h.c.) der Universität Debrecen (Ungarn)[46]
- 2013 Ehrendoktor (Dr. h.c.) des Forschungsinstituts für Neue Technologien und Materialien der Al-Farabi Kazakh National University Almaty (Kasachstan)[47]
- 2013 Ernennung zum Mitglied der Akademie der Wissenschaften Pakistans[48]
- 2013 Patron’s (Präsident Pakistans) Goldmedaille der COMSATS Universität (Pakistan)[49]
- 2014 Ehrenprofessor (Prof. h.c.) der Universität Granma (Kuba)[50]
- 2014 Ehrenprofessor (Prof. h.c.) Amity Universität (Indien)[51]
- 2014 Ehrendoktor (Dr. h.c.) der Akademie der Wissenschaften (Armenien)[52]
- 2014 Goldmedaille der Staatlichen Universität Jerewan[53]
- 2014 Ehrendoktor (Dr. h.c.) der Al-Farabi Kazakh National University Almaty (Kasachstan)[54]
- 2014 Goldmedaille der Al-Farabi Kazakh National University Almaty (Kasachstan)
- 2015 Verdienstorden Sitara-i-Quaid-i-Azam der Islamischen Republik Pakistan[55]
- 2015 Ernennung zum Mitglied der Akademie der Wissenschaften der Republik Armenien[56]
- 2015 Mitglied der Gesellschaft für Organische Chemie Argentiniens[57]
- 2017 Ehrendoktor (Dr. h.c.) der Amity Universität (Indien)[58]
- 2021 Ehrendoktor (Dr. h.c.) der Universität Granma (Kuba)[59]
- 2022 Ehrendoktor (Dr. h.c.) des Instituts für Einkristalle der Akademie der Wissenschaften der Ukraine (Charkiw, Ukraine)[60]
- 2023 Nationalpreis der Akademie der Wissenschaften Kubas[61]

## Publikationen
Über 830 wissenschaftliche Originalarbeiten und Reviews in Fachzeitschriften mit gutem oder sehr gutem Impact-Faktor.